# Francesco Scognamiglio
Francesco Scognamiglio (né en 1975 à Pompei, dans la province de Naples) est un styliste italien.

## Biographie
En 1994, Francesco Scognamiglio rencontre Donatella Versace et commence à travailler avec elle. En 1998, après avoir été diplômé de l'Institut Supérieur de Design à Naples, il ouvre sa propre maison de couture,.
En 2000, il présente au Palazzo Barberini une collection inspirée par la mode des années 1980.
En 2007, il conçoit une robe pour le mannequin italien, Eva Riccobono, à la Mostra de Venise. En 2008, la chanteuse, Madonna porte des vêtements conçus par Francesco, pour le vidéo clip de la chanson Give It 2 Me.
En 2009, il fait ses débuts dans les collections de mode masculines pour Pitti Immagine Uomo, avec la marque italienne, Allegri.
Depuis 2010, il a déjà conçu des robes pour Lady Gaga. L'une de ses créations les plus remarquées sur Lady Gaga est celle qu'elle portait lors de l'événement aux BRIT Awards 2010 à Londres, une robe blanche créée par Francesco accompagnée d'un masque et perruque conçu par Philip Treacy.